# Cathédrale d'Ibiza
La cathédrale de la Vierge des Neiges est le principal édifice catholique de la ville d'Ibiza et le siège du diocèse d'Ibiza.

## Histoire
Elle a été construite au XIIIe siècle sur les fondations de l'ancienne mosquée de Yebisah, à la suite de la reconquête de la ville sur les musulmans, dans le style gothique catalan (es), auquel s'est rajouté le style baroque pour la nef.
Elle est dévouée à la Vierge Marie et à Notre-Dame-des-Neiges, la sainte patronne d'Ibiza.